# 大丸 (丹沢)
大丸（おおまる）は、丹沢山地南部の鍋割山稜にある標高1,386mの山である。神奈川県秦野市と足柄上郡山北町の境界線上にあり、丹沢大山国定公園に属す。
塔ノ岳から鍋割山への登山道途中に位置するあまり目立たない小ピークで、気付かずに通り過ぎる人が多い。山頂は木々で覆われており、展望はない。

## 周辺の山
- 塔ノ岳（1,491m）
- 小丸（1,341m）
- 鍋割山（1,273m）